# 온가쿠갓타스
온가쿠갓타스(音楽ガッタス)는 헬로! 프로젝트의 풋살 팀인 갓타스 브릴리언티스 H.P.의 선발 멤버들로 구성된 여성 아이돌 그룹이다.

## 멤버
(2015년 3월 시점)

### 현 멤버
- 요시자와 히토미 ※ 캡틴
- 이시카와 리카
- 코레나가 미키
- 센고쿠 미나미 (업업걸즈(가))

### 졸업 멤버
- 마노 에리나  - 2008년 3월 2일 졸업.
- 무토 미카 (하로프로에그) - 2008년 4월 30일 졸업.
- 사와다 유리 (하로프로에그) - 2009년 8월 30일 졸업.
- 노토 아리사  - 2011년 1월 졸업.
- 콘노 아사미 - 2011년 3월 31일 졸업.
- 사토다 마이 - 2012년 3월 31일 졸업.

## 활동
2007년
- 6월 19일, 갓타스 브릴리언티스 H.P.의 선발 멤버들로 유닛을 구성하여 CD를 발매하는 것이 발표되었다. 또한 작년에 은퇴한 콘노 아사미의 갓타스 복귀 및 하로프로에그에서 노토 아리사, 마노 에리나, 센고쿠 미나미, 사와다 유리의 갓타스 가입이 발표되었다(그 외의 멤버들은 이전부터 갓타스에 재적해 있었다).
- 7월 12일, 멤버 발표 및 온가쿠갓타스로서 8월 22일에 싱글「鳴り始めた恋のBell」로 CD 데뷔하는 것이 발표되었다.
- 7월 15일, 헬로! 프로젝트 콘서트에서「鳴り始めた恋のBell」을 처음으로 피로하였다.
- 8월 13일, 싱글 CD「鳴り始めた恋のBell」의 발매가 제작상의 사정에 의해 싱글V와 같은 9월 12일로 연기되었다.
- 9월 12일, 싱글 CD와 싱글V「鳴り始めた恋のBell」을 발매.
- 12월 5일, 두 번째 싱글 CD「やったろうぜ!」를 발매.

2008년
- 1월 27일, 코레나가 미키, 하로프로에그 졸업했으며, 정식으로 온가쿠갓타스 멤버가 됨.
- 2월 6일, 첫 번째 정규 CD「1st GOODSAL」를 발매.
- 2월 10일 ~ 3월 2일, 첫 콘서트 투어가 되는「온가쿠갓타스 퍼스트 콘서트 투어 2008 봄 ~魅ザル 祝ザル GOODSAL!~」을 개최했다. 마지막 날에는 마노 에리나가 솔로 가수 데뷔준비를 위해서 동일자에 졸업하는 것이 발표되었다(하로프로에그 졸업은 같은 달 29일).
- 3월 2일, 마노 에리나, 온가쿠갓타스 졸업.
- 4월 30일, 무토 미카, 학업으로 인해 온가쿠갓타스와 하로프로에그 졸업.
- 9월 10일, 세 번째 싱글 CD「Come Together」를 발매.

2009년
- 3월 31일, 하로프로에그의 3명을 제외한 5명이 헬로! 프로젝트를 졸업. 다음 달부터 신팬클럽 M-line club에 2010년 3월 31일까지 소속된다(하로프로에그의 3명은 M-line club와 헬로! 프로젝트의 겸임).
- 8월 30일, 사와다 유리, 온가쿠갓타스와 하로프로에그 졸업.

2010년
- 3월 6일,「온가쿠갓타스 콘서트 투어 2010 봄 ~ガッタス流~」시작. 네 번째 싱글 CD「READY! KICK OFF!!」를 콘서트 회장 한정 판매로 발매.
- 3월 31일, M-line club 소속이 아니게 된다. 또, 이후 공식 팬클럽 페이지 갱신이 종료.

2011년
- 1월, 노토 아리사가 소속 사무소 이적으로 인해 사실상의 졸업.
- 3월 31일, 콘노 아사미가 4월부터 TV 도쿄의 아나운서 입사로 졸업.

2012년
- 3월 31일, 사토다 마이가 유닛의 모체인「갓타스 브릴리언티스 H.P.」를 졸업했기 때문에, 사실상 온가쿠갓타스도 졸업.

2013년
- 12월 31일, 나카노 선플라자에서 행해진「Hello! Project COUNTDOWN PARTY 2013 ~GOOD BYE & HELLO!~」에서 요시자와, 이시카와, 사토다, 마노, 센고쿠가「鳴り始めた恋のBell」를 피로.

2015년
- 3월, 갓타스 브릴리언티스 H.P.의 활동 휴지로, 사실상 유닛도 활동 휴지.

## 음악

### 싱글
1. 鳴り始めた恋のBell (2007년 9월 12일) (모닝구무스메。탄생 10년 기념대의 첫 번째 싱글에 이어 도라이온의 이미지송으로 채용되었다.)
  - 커플링 : DREAMIN'～ガッタスブリリャンチスH.P.の応援歌～
2. やったろうぜ! (2007년 12월 5일)
  - 커플링 : 栄えろ羽ばたけ ガッタス ブリリャンチス H.P.
3. Come Together (2008년 9월 10일)
  - 커플링 : 愛されたい 愛されたい
4. READY! KICK OFF!! (2010년 3월 6일) (콘서트 회장 한정 발매.)

### 앨범
1. 1st GOODSAL (2008년 2월 6일)

### DVD (싱글)
1. 싱글V「鳴り始めた恋のBell」(2007년 9월 12일)
2. 싱글V「やったろうぜ!」(2007년 12월 19일)
3. 싱글V「Come Together」(2008년 9월 24일)

### DVD (콘서트)
1. 「音楽ガッタス ファーストコンサートツアー2008春～魅ザル 祝ザル GOODSAL！～」 (2008년 5월 28일)
2. 「音楽ガッタス ライブツアー2008冬～Come Together！～」 (2009년 3월 11일)
3. 「音楽ガッタス ライブツアー2010春～ガッタス流～」(2010년 6월 23일)

## 이벤트
- 온가쿠갓타스 데뷔 싱글 발매 기념 토크 라이브 (2007년 9월 16일, 선 스트리트 카메이도)
- 제5회 MELON GREETING (2008년 8월 18일, Shibuya O-EAST)
- 온가쿠갓타스 3rd 싱글「Come Together」발매 기념 이벤트 with bayfm「ON8」(2008년 10월 5일, SHIBUYA-AX)

## 콘서트
- 온가쿠갓타스 퍼스트 콘서트 투어 2008 봄 ~魅ザル 祝ザル GOODSAL!~ (2008년 2월 10일 ~ 3월 2일, 3개 도시, 5일, 10회 공연)
- 온가쿠갓타스 콘서트 투어 2008 겨울 ~Come Together!~ (2008년 12월 7일 ~ 28일, 3개 도시, 3일, 5회 공연)
- 온가쿠갓타스 콘서트 투어 2010 봄 ~ガッタス流~ (2010년 3월 6일 ~ 27일, 3개 도시, 3일, 5회 공연)

## 출연

### 라디오
- 하이퍼나이트 온가쿠갓타스의 Guts10☆갓타스!! (2007년 10월 1일 ~ 2009년 3월 30일, CBC 라디오)
- 하로프로야넨!

## 같이 보기
- 헬로! 프로젝트
- M-line club
- 갓타스 브릴리언티스 H.P.